# Jevohn Shepherd
Jevohn Shepherd, né le 8 avril 1986 à Toronto, au Canada, est un joueur canadien de basket-ball. Il évolue au poste d'ailier.

## Carrière
Fin juin 2017, il signe pour le club de l'Élan Chalon. Le 8 janvier 2018, il signe pour le SLUC Nancy.

## Palmarès
- Vainqueur de la Coupe des Pays-Bas : 2012
- Finaliste du Championnat des Pays-Bas : 2012